# Coelichneumon nobilis
Coelichneumon nobilis är en stekelart som först beskrevs av Wesmael 1857.  Coelichneumon nobilis ingår i släktet Coelichneumon och familjen brokparasitsteklar. Arten är reproducerande i Sverige. Inga underarter finns listade i Catalogue of Life.